# Домодоссола

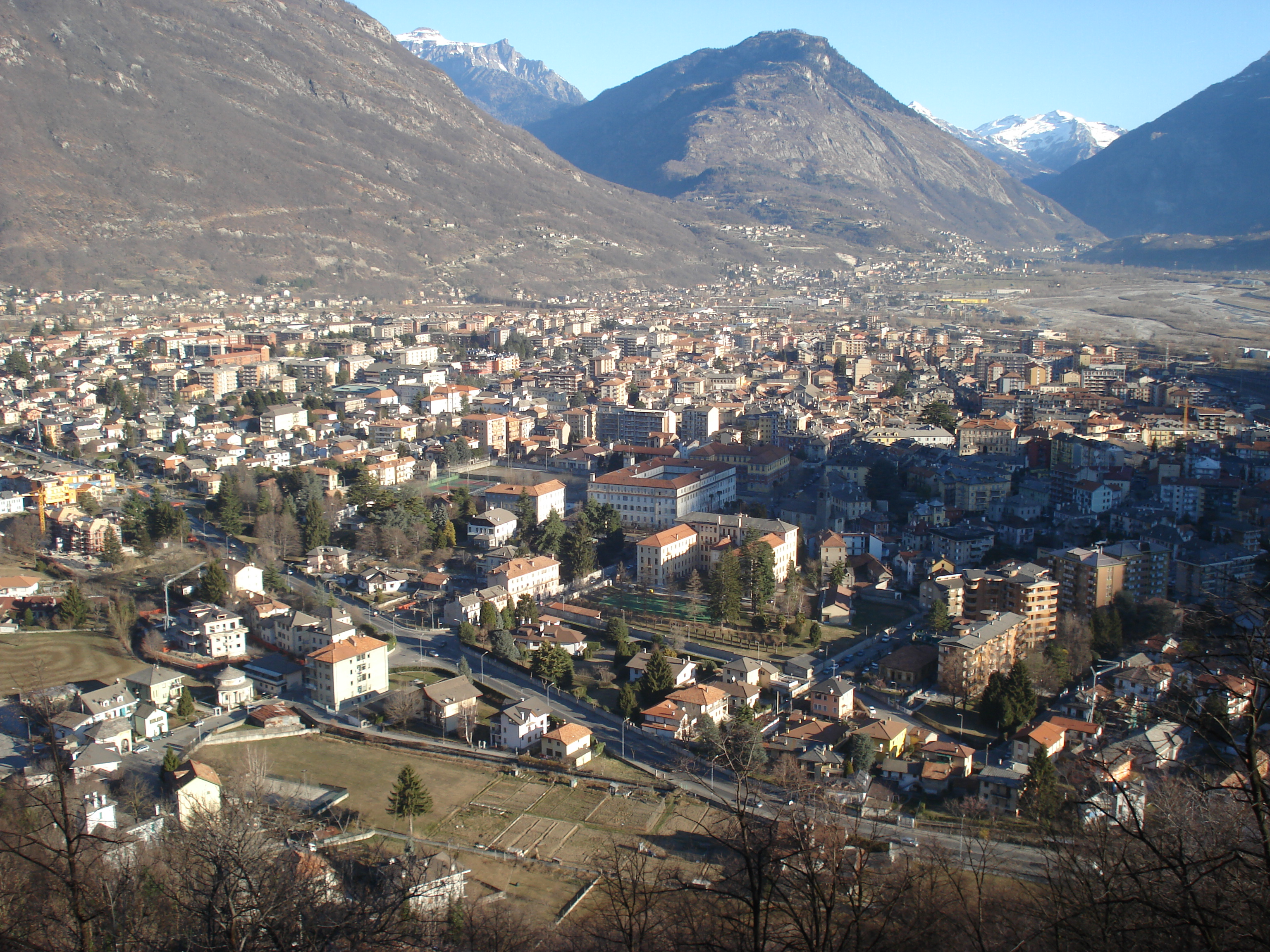

Домодоссола (італ. Domodossola, п'єм. Ël Dòm) — муніципалітет в Італії, у регіоні П'ємонт, провінція Вербано-Кузіо-Оссола.
Домодоссола розташована на відстані близько 580 км на північний захід від Рима, 125 км на північ від Турина, 26 км на північний захід від Вербанії.
Населення — 18 247 осіб (2014).
Покровителі — святі Гервасій та Протасій.

## Демографія
Населення за роками:

Станом на 1 січня 2023 року в муніципалітеті офіційно проживав 1181 іноземець з 73 країн, серед них 198 громадян країн Євросоюзу та 254 громадяни України.

## Персоналії
- Освальдо Колуччіно (* 1963) — італійський композитор та поет.

## Сусідні муніципалітети
- Беура-Кардецца
- Боньянко
- Креволадоссола
- Мазера
- Монтескено
- Траскуера
- Тронтано
- Вілладоссола

## Транспорт
- Залізниця Чентоваллі